# Pietragavina
Pietragavina è una frazione del comune di Varzi posta in altura a nordest del centro abitato, sul lato destro della valle Staffora, nell'Oltrepò Pavese.

## Storia
Pietra Gavina (CC G617) è uno dei castelli citati in un diploma imperiale di Federico Barbarossa del 1164; appartenne ai Malaspina di Varzi, poi di una linea detta di Pietragravina, estinta nel XV secolo. Passò allora ai Dal Verme, signori di Bobbio; nel 1723 fu venduto ai Tamburelli di Bagnaria. Fu annesso a Varzi nel 1873.